# Present Arms in Dub
Present Arms in Dub är ett UB40-album från 1981. Albumet innehåller dubversioner av låtar från deras föregående album, Present Arms.

## Låtlista
1. "Present Arms in Dub" - 3:05
2. "Smoke It" - 3:23
3. "B Line" - 4:35
4. "Kings Row" - 4:57
5. "Return of Dr.X" - 5:23
6. "Walk Out" - 3:12
7. "One in Ten" - 4:14
8. "Neon Haze" - 4:21